# Haapamäki–Jyväskylä-banan
| Unknown BSicon "ABZg+r" |

| Station on track |

| Unknown BSicon "ABZgl" |

| Unknown BSicon "eHST" |

| Unknown BSicon "eHST" |

| Unknown BSicon "eHST" |

| Unknown BSicon "eHST" |

| Station on track |

| Unknown BSicon "eHST" |

| Station on track |

| Unknown BSicon "ABZg+l" |

| Station on track |

| Unknown BSicon "eABZgl" |

| Unknown BSicon "ABZg+r" |

| Station on track |

| Unknown BSicon "ABZgl" |

| Unknown BSicon "eHST" |

| Unknown BSicon "eHST" |

| Unknown BSicon "eHST" |

| Unknown BSicon "eHST" |

| Station on track |

| Unknown BSicon "eHST" |

| Station on track |

| Unknown BSicon "ABZg+l" |

| Station on track |

| Unknown BSicon "eABZgl" |

Haapamäki–Jyväskylä-banan är en bansträckning som tillhör det finländska järnvägsnätet och som går från Haapamäki, via Keuru och Petäjävesi till Jyväskylä. Banans längd är ca 77 km, den är enspårig, men inte elektrifierad.

## Stationer

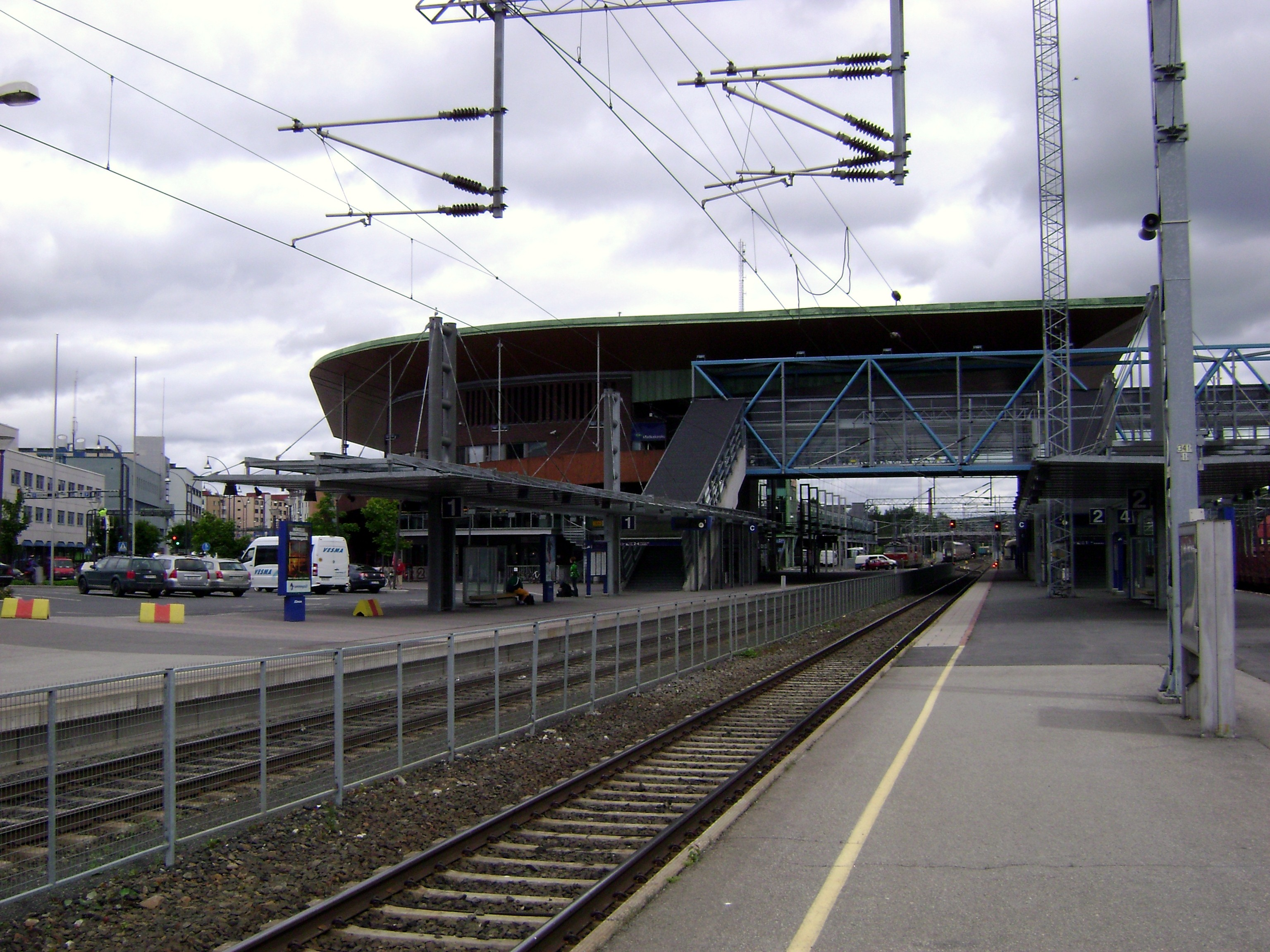
Jyväskylä resecentrum
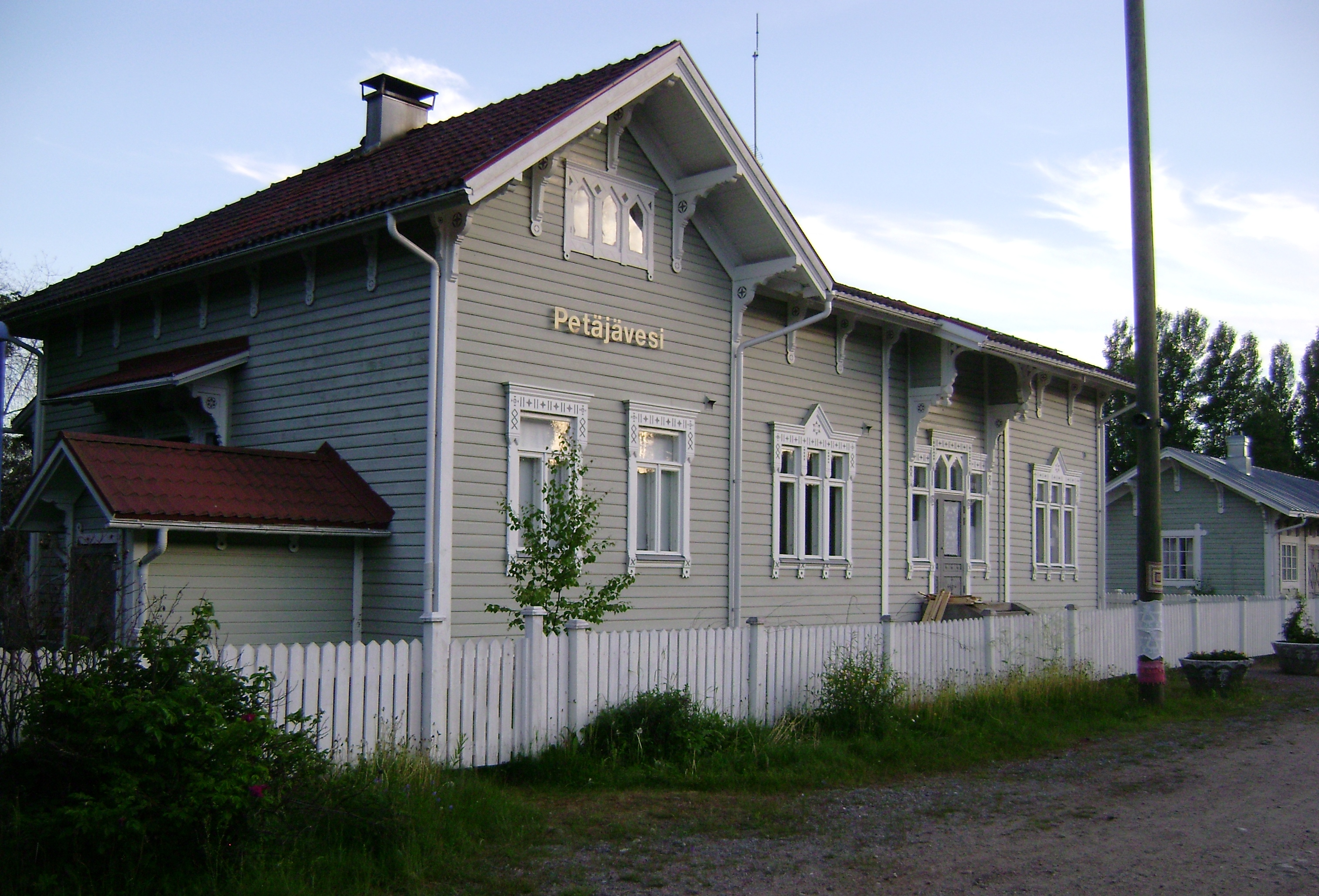
Petäjävesi
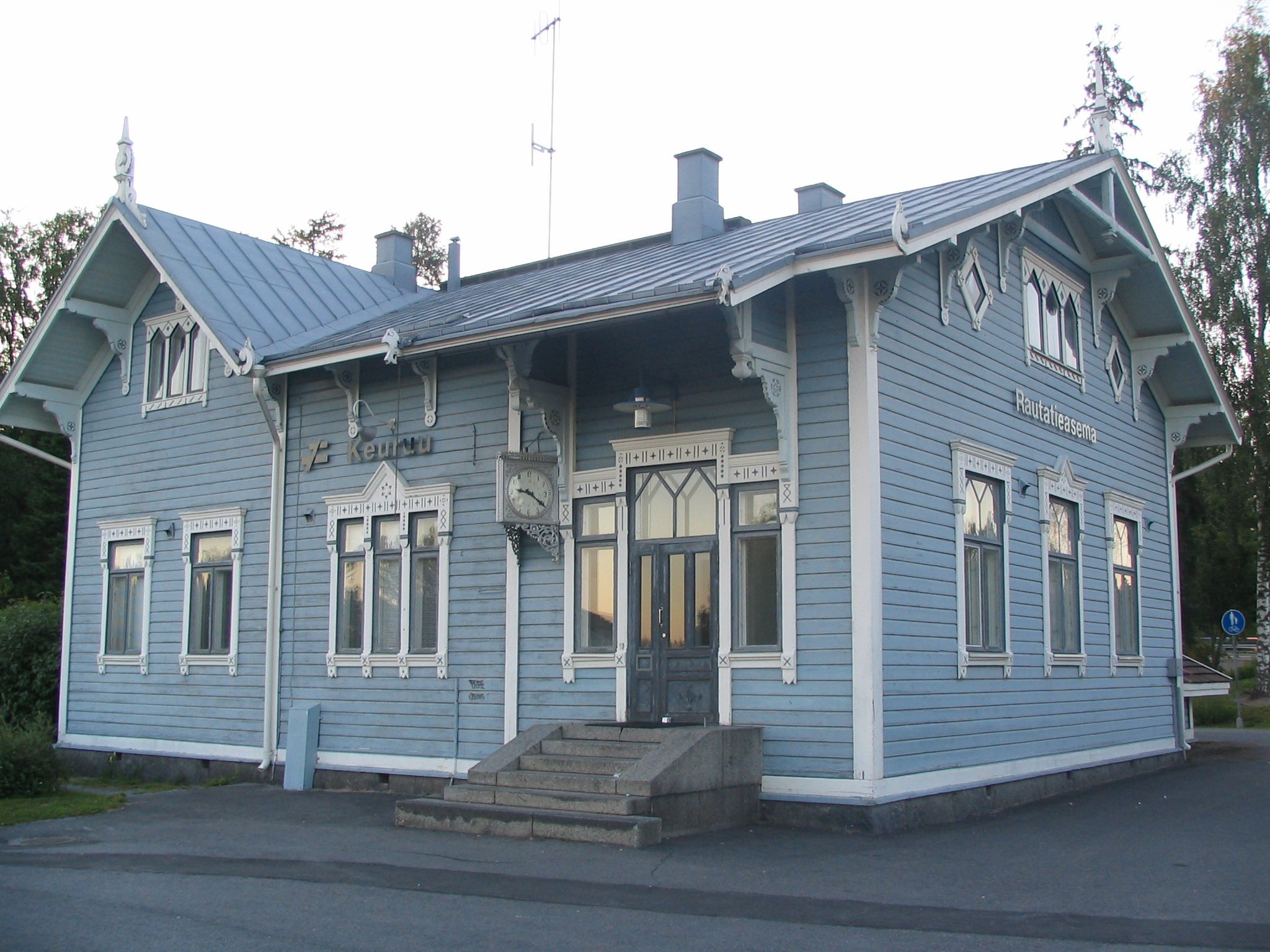
Keuru
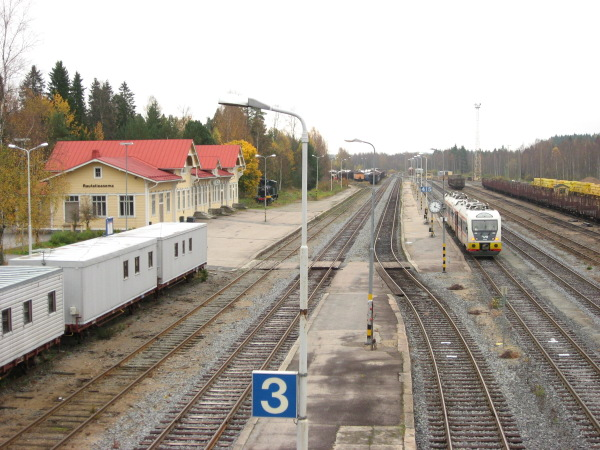
Haapamäki